# Amt Uecker-Randow-Tal
Amt Uecker-Randow-Tal – związek gmin w Niemczech, leżący w kraju związkowym Meklemburgia-Pomorze Przednie, w powiecie Vorpommern-Greifswald. Siedziba związku znajduje się w mieście Pasewalk, które jednak do związku nie należy.
W skład związku wchodzi 13 gmin wiejskich (Gemeinde):
1. Brietzig
2. Fahrenwalde
3. Groß Luckow
4. Jatznick
5. Koblentz
6. Krugsdorf
7. Nieden
8. Papendorf
9. Polzow
10. Rollwitz
11. Schönwalde
12. Viereck
13. Zerrenthin